# Аминов, Адольф Иванович
Граф Адольф Иванович Аминов (1806 — 5 ноября 1884) — генерал-адъютант, генерал от инфантерии.

## Биография
Адольф родился в семье графа Юхана Фредрика Аминоффа и его жены Софии Магдалены Бьёркенхайм. Начав службу в 1823 году сержантом в бывшем Финском егерском полку, в 1825 году произведён в прапорщики и переведён в Финляндский лейб-гвардии полк. С ним принимал участие в турецкой кампании 1828 г. и в усмирении польского мятежа 1830—1831 гг.; в последней войне находился во многих делах и, между прочим, в сражениях: под Старым Якоцем, Тыкоцином и при штурме Варшавы; был несколько раз ранен и получил за отличие Золотое оружие и Польский знак за военные достоинства 4-й степ.
По окончании войны, для лечения ран, уволен от службы и находился в отставке до 1854 года, когда определён, в чине подполковника, командиром поселённого № 1-го Абосского Финского стрелкового батальона.
С производством в 1858 году в генерал-майоры, граф Аминов назначен помощником инспектора поселённых Финских стрелковых батальонов, а год спустя — инспектором финских войск; 25 мая 1863 года зачислен в свиту Его Величества.
B 1868 году произведён в генерал-лейтенанты, с назначением состоять в распоряжении Финляндского Сената. Генерал-адъютантом граф Аминов назначен 28 июля 1873 года, а в генералы от инфантерии произведён в 1878 году.

## Награды
- Орден Святой Анны 4-й степени (18 декабря 1828)
- Орден Святой Анны 3-й степени с бантом
- Орден Святого Владимира 4-й степени с бантом (7 июля 1831)
- Польский знак отличия за военное достоинство 4-й степени (27 февраля 1832)
- Золотое оружие «За храбрость»
- Орден Святого Владимира 3-й степени с мечами (19 января 1863)
- Орден Святого Станислава 1-й степени (16 апреля 1865)
- Орден Святой Анны 1-й степени (9 апреля 1871)
- Орден меча командорский крест со звездой (KmstkSO) (21 июля 1873, королевство Швеция)
- Орден Святого Владимира 2-й степени (17 июля 1876)